# Leonello d'Este
Leonello d'Este, o anche Lionello (Ferrara, 21 settembre 1407 – Voghiera, 1º ottobre 1450), fu marchese di Ferrara a partire dal 1441, inoltre signore di Modena, Reggio Emilia, Polesine e Garfagnana.

## Biografia

### Infanzia
Fu il secondo dei tre figli illegittimi che Niccolò III d'Este ebbe da Stella de' Tolomei. Venne formato militarmente sotto la guida del capitano di ventura Braccio da Montone e culturalmente sotto la guida dell'umanista Guarino Veronese.
Il padre rimase senza figli maschi legittimi poiché non ne ebbe dalla morte della prima moglie Gigliola di Carrara, che morì nel 1416, e nel 1421 perse l'unico figlio maschio avuto dalla seconda moglie, Parisina Malatesta, Alberto Carlo. Nel 1425 inoltre furono giustiziati per adulterio Parisina e il fratello maggiore di Leonello, Ugo d'Este, che sarebbe stato destinato alla successione dal padre Nicolò III.

### Matrimonio
Nel 1435 Leonello si sposò con Margherita Gonzaga e in virtù delle clausole contenute nel contratto di matrimonio, fu riconosciuto come figlio legittimo di Nicolò dal papa Eugenio IV e ne divenne ufficialmente il successore, nonostante la nascita dei fratellastri Ercole nel 1431, e Sigismondo nel 1432, figli della terza moglie del padre, Ricciarda di Saluzzo. Nel 1439 morì Margherita Gonzaga, un anno dopo aver dato alla luce il figlio Nicolò.

### Ascesa
Nel 1441, alla morte del padre. il testamento lo confermò suo erede e successore. Dopo trattative non concluse con Bianca Maria Visconti, sposò in seconde nozze nel 1444 Maria d'Aragona, figlia illegittima del re di Napoli e Sicilia, Alfonso V, morta senza figli nel 1449.
Con il sostegno del vescovo, il beato Giovanni Tavelli da Tossignano, fece erigere l'ospedale di Sant'Anna, il primo ospedale della città, ancora esistente seppure in altra sede. Nel 1444 fece edificare Palazzo Trotti Costabili

### Morte

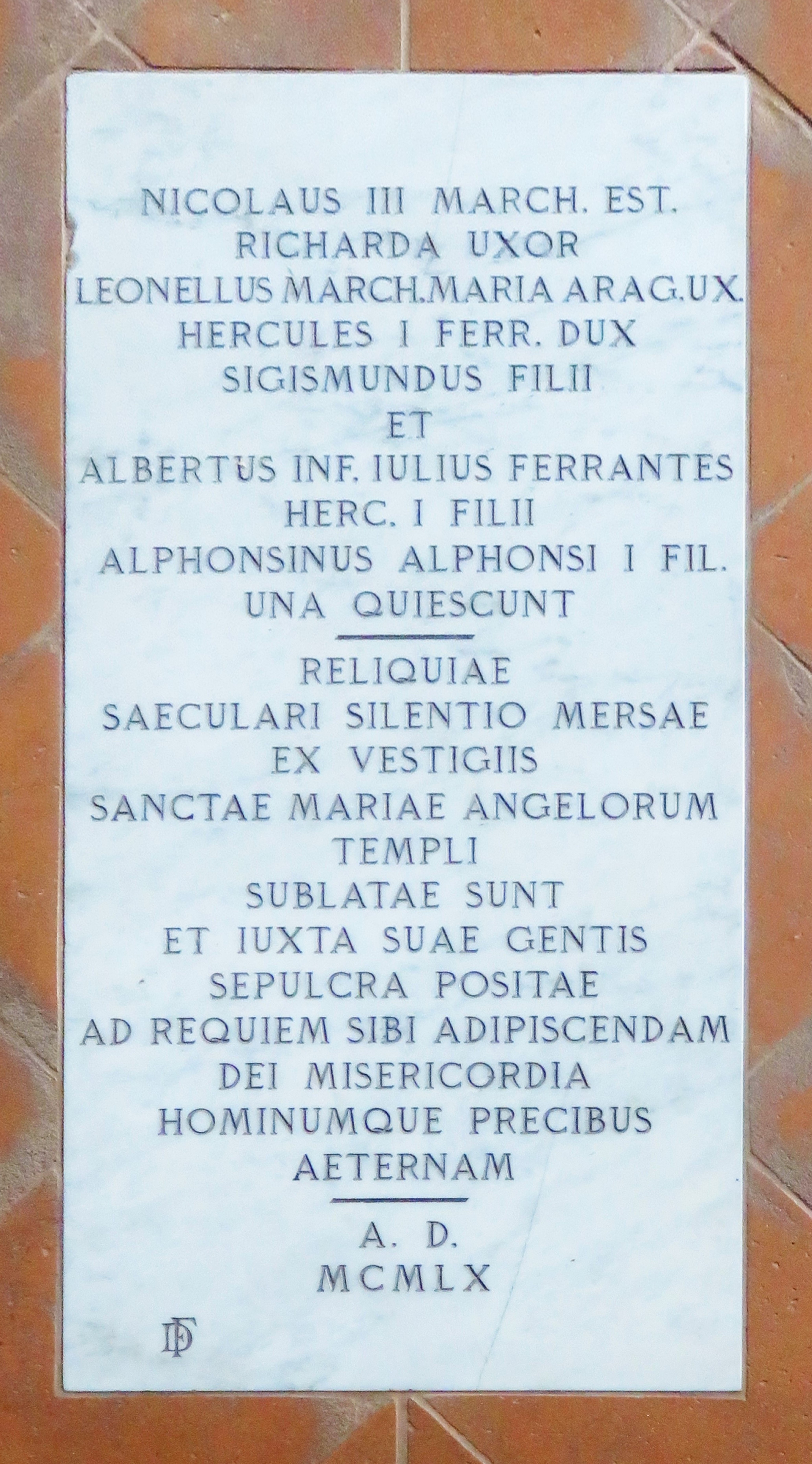
Monastero del Corpus Domini, a Ferrara. Lapide nella sala del coro che ricorda la presenza dei resti mortali del marchese traslati in quel luogo dalla scomparsa chiesa di Santa Maria degli Angeli.

Morì nel 1450 a soli quarantatré anni mentre si trovava nella delizia di Belriguardo e fu sepolto nella chiesa di Santa Maria degli Angeli di Ferrara. In seguito alla distruzione di quell'edificio le sue spoglie vennero traslate, nel 1955, nel Monastero del Corpus Domini.

## Discendenza
Dal matrimonio con Margherita Gonzaga nacque:
- Niccolò d'Este (1438-1476)

Ebbe anche un figlio naturale:
- Francesco (1444-?)

## Mecenatismo culturale

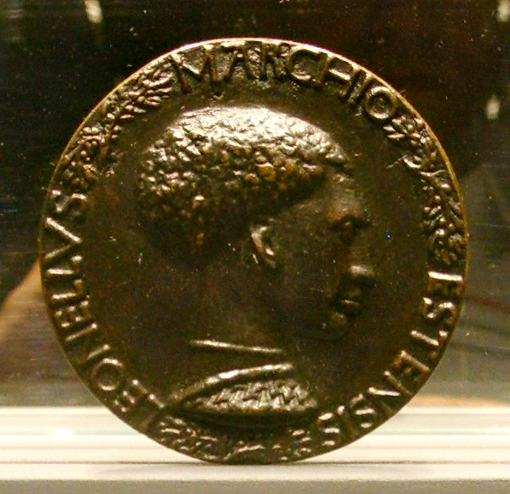
Prima medaglia di Lionello d'Este di Pisanello

Leonello fu abile politico e uomo di cultura, mantenendo rapporti epistolari con molti studiosi del suo tempo. Leon Battista Alberti compose, su sua commissione, il "De re aedificatoria", dato alle stampe poco dopo la sua morte, e alla corte degli Este durante la sua signoria lavorarono importanti artisti italiani come Pisanello, Jacopo Bellini, Andrea Mantegna, Piero della Francesca, oltre al fiammingo Rogier van der Weyden. Il marchese ridiede slancio all'università degli Studi di Ferrara, fondata dal marchese Alberto V d'Este, che richiamò in città studenti da tutta Italia e da molte nationes d'Europa.

## Ascendenza
|                      |     |                    | Genitori       |  |  | Nonni |  |  | Bisnonni          |  |  | Trisnonni              |  |
|                      |     |                    |                |  |  |       |  |  | Obizzo III d'Este |  |  | Aldobrandino II d'Este |  |
|                      |     |                    |                |  |  |       |  |  | Obizzo III d'Este |  |  | Aldobrandino II d'Este |  |
|                      |     | Alda Rangoni       |                |  |  |       |  |  | Obizzo III d'Este |  |  |                        |  |
| Alberto V d'Este     |     |                    |                |  |  |       |  |  | Obizzo III d'Este |  |  |                        |  |
|                      |     | Lippa Ariosti      | Jacopo Ariosti |  |  |       |  |  |                   |  |  |                        |  |
|                      |     | Lippa Ariosti      | Jacopo Ariosti |  |  |       |  |  |                   |  |  |                        |  |
|                      |     | Lippa Ariosti      | …              |  |  |       |  |  |                   |  |  |                        |  |
| Niccolò III d'Este   |     | Lippa Ariosti      |                |  |  |       |  |  |                   |  |  |                        |  |
|                      |     | Alberto Albaresani | …              |  |  |       |  |  |                   |  |  |                        |  |
|                      |     | Alberto Albaresani | …              |  |  |       |  |  |                   |  |  |                        |  |
|                      |     | Alberto Albaresani | …              |  |  |       |  |  |                   |  |  |                        |  |
| Isotta Albaresani    |     | Alberto Albaresani |                |  |  |       |  |  |                   |  |  |                        |  |
|                      |     | ...                | …              |  |  |       |  |  |                   |  |  |                        |  |
|                      |     | ...                | …              |  |  |       |  |  |                   |  |  |                        |  |
|                      |     | ...                | …              |  |  |       |  |  |                   |  |  |                        |  |
| Leonello d'Este      |     | ...                |                |  |  |       |  |  |                   |  |  |                        |  |
|                      | ... | …                  |                |  |  |       |  |  |                   |  |  |                        |  |
|                      | ... | …                  |                |  |  |       |  |  |                   |  |  |                        |  |
|                      | ... | …                  |                |  |  |       |  |  |                   |  |  |                        |  |
| Giovanni de' Tolomei | ... |                    |                |  |  |       |  |  |                   |  |  |                        |  |
|                      |     | ...                | …              |  |  |       |  |  |                   |  |  |                        |  |
|                      |     | ...                | …              |  |  |       |  |  |                   |  |  |                        |  |
|                      |     | ...                | …              |  |  |       |  |  |                   |  |  |                        |  |
| Stella de' Tolomei   |     | ...                |                |  |  |       |  |  |                   |  |  |                        |  |
|                      |     | ...                | …              |  |  |       |  |  |                   |  |  |                        |  |
|                      |     | ...                | …              |  |  |       |  |  |                   |  |  |                        |  |
|                      |     | ...                | …              |  |  |       |  |  |                   |  |  |                        |  |
| ...                  |     | ...                |                |  |  |       |  |  |                   |  |  |                        |  |
|                      |     | ...                | …              |  |  |       |  |  |                   |  |  |                        |  |
|                      |     | ...                | …              |  |  |       |  |  |                   |  |  |                        |  |
|                      |     | ...                | …              |  |  |       |  |  |                   |  |  |                        |  |
|                      |     | ...                |                |  |  |       |  |  |                   |  |  |                        |  |